# 米沢紬
米沢紬（よねざわつむぎ）は山形県の米沢盆地周辺で産出される紬織物。「米沢織」と呼ばれる絹織物の中で特に有名なものである。絣柄（かすりがら）が琉球紬に似ているところから米沢琉球紬、または米琉とも呼ばれる。

## 概要
米沢織は、江戸時代中期の第9代米沢藩主・上杉治憲による藩政改革の一環として、越後国から技術者を招いて興された。製法は主に紬糸・玉糸などを平織にするものである。絣模様が特色となっている。着物のほかに座布団や服地にも使用する。長井町周辺で生産されること、あるいは長井町が集散地であることから長井紬とも呼ばれる。さらに「白鷹紬」「白鷹御召」なども含めて総称する形で置賜紬（おきたまつむぎ）とも呼ばれる。デザイン面では琉球紬を模倣的に表現したとされ、米沢の問屋が用いていた大福帳『江都織物勘定職調帳』には「琉球調9貫68匁8分68足19疋」との取引内容が1863年（文久3年）当時の記録として残されている。明治前半期ごろまでは高品質の米沢織から漏れて米琉と言えば粗末な物で知られていたが、その後の品質改良を経て一般農家の婦女子が内職として手がけるようになったことが好転し、安価でありながら丁寧に織り上げた米沢紬が大正以降の百貨店の物産展での期待・評価を得るようになっていった。